# Менди Патинкин
Мендел Брус Патинкин (енгл. Mandel Bruce Patinkin; Чикаго, 30. новембар 1952) амерички је глумац и певач.
Познат је по свом раду у музичком театру, телевизији и на филму. Сарађивао је са Стивеном Сондхајмом и Ендрјуом Лојдом Вебером на Бродвеју. Патинкин је за своје главне улоге на сцени и екрану освојио бројна признања, укључујући награду Тони, награду Еми, као и номинације за седам награда Драма Деск, три награде Златни глобус и награду Удружења филмских глумаца.
Патинкин је дебитовао у позоришту 1975. глумећи заједно са Мерил Стрип у оживљавању комичне представе Trelawny of the "Wells" на Шекспировом фестивалу јавног позоришта. Остварио је улогу Чеа у филму Евита (1979) Ендруа Лојда Вебера, добивши награду Тони за најбољег глумца у мјузиклу, као и улоге Жоржа Сера / Џорџа у Sunday in the Park with George (1984) Стивена Сондхајма  за коју је номинован за награду Тони за најбољег глумца у мјузиклу. Глумио је лорда Арчибалда Крејвена у оригиналној бродвејској поставци Тајни врт (1991). Две године касније, играо је Марвина у Фалсетос Вилијама Фина, заменивши Мајкла Руперта.
Патинкин је имао главне улоге у неколико телевизијских серија. Глумио је др Џефрија Гајгера у Chicago Hope (1994–2000), ССА Џејсона Гидеона у CBS-овој криминалистичко-драмској серији Злочиначки умови (2005–2007), Саула Беренсона у драмској серији е Домовина (2011–2020), и детектива Руфуса Котсворат у мистерији Смрт и други детаљи (2024). За своје улоге на телевизији добио је седам номинација за Награду Еми, освојивши награду за најбољег главног глумца у драмској серији за Chicago Hope 1995. године. Имао је понављајуће улоге у Ко жив, ко мртав (2003–2004) и The Good Fight (2021).
Тумачио је лик Ињига Монтоје у породичном авантуристичком филму Роба Рајнера Принцеза невеста (1987) и Авигдора у музичком епу Барбре Стрејсенд Иентл (1983) за шта је је освојио Златни глобус за најбољег главног глумца у играном филму (мјузикл или комедија). Номинација за мјузикл или комедију. Остали филмски заслуге укључују Регтајм (1981), Макси (1985), Дик Трејси (1990), True Colors (1991), Impromptu (1991), Чудо (2017) и Life Itself (2018). Патинкин је такође имао гласовне улоге у анимираним филмовима Замак на небу Хајаа Мијазакија (2003) и The Wind Rises (2013).

## Младост и образовање
Патинкин је рођен у Чикагу, Илиноис, 30. новембра 1952, у породицу Дорис Ли „Дорали“ (рођена Синтон) (1925-2014), домаћице, и Лестера Дона Патинкина (1919—1972), који је био руководилац две фабрике метала у широј области Чикага. Његова мајка је написала Јеврејски породични кувар баке Доралее Патинкин. Патинкинови рођаци су Марк Патинкин, аутор и колумниста часописа The Providence Journal; члана одсека за позориште Колумбија колеџа у Чикагу Шелдон Патинкина, који је оснивач центра за комичаре Други град; Бони Милер Рубин, репортерку Чикаго трибјуна; Лауру Патинкин, њујоршку глумицу; и Луис Розен, композиторку из Њујорка, и Стејси Оливер девојачко Патинкин, писца и извођача.
Патинкин је одрастао у породици више средње класе. Његови преци су јеврејски имигранати (из Русије и Пољске), и у његовој породици се практиковао конзервативни јудаизам, свакодневно је похађао верску школу „од седме до 13 или 14" и певао је у хоровима синагоге и похађао камп Сура у Мичигену. Његов отац је умро од рака панкреаса 1972.
Похађао је средње школе South Shore High School, Harvard St. George School, and Kenwood High School, а матурирао је 1970. Похађао је Универзитет у Канзасу и Школу Џулијард (Драма Дивисион Група 5 : 1972–1976). На Џулијарду је био класић са Келсијем Грамером. Када су продуценти ситкома Живели одржавали аудиције за улогу др Фрејзијера Крејна, Патинкин је предложио Грамера за улогу.

## Лични живот
Патинкин се оженио глумицом и списатељицом Кетрин Гроди 15. априла 1980. Имају два сина, Исака и Гидеона. Гидеон се придружио свом оцу на сцени у Dress Casua 2011.

## Дискографија
- Evita, (1979)
- Sunday in the Park with George (1984)[2]
- Follies in Concert (cast album, 1985)
- South Pacific (London Studio Cast) (1986)
- Mandy Patinkin (1989)
- Dress Casual (1990)
- I'm Breathless (1990)
- The Secret Garden (cast album, 1991)
- Experiment (1994)
- Oscar & Steve (1995)[2]
- Man of La Mancha (са Пласидом Домингом) (1996)
- Mamaloshen (1998)
- Myths and Hymns (1999)[17]
- The Wild Party (2000)
- Kidults (2001)
- Mandy Patinkin Sings Sondheim (2002)
- Diary: January 27, 2018 (2018)[18]
- Diary: April/May 2018 (2018)
- Diary: December 2018 (2019)
- Children and Art (2019)